# Кверче (Болоња)
Кверче (итал. Quercè) је насеље у Италији у округу Болоња, региону Емилија-Ромања.
Према процени из 2011. у насељу је живело 23 становника. Насеље се налази на надморској висини од 542 м.